# Elliot Käck
Carl Elliot Leifson Käck, född 18 september 1989 i Oscars församling, Stockholm, är en svensk före detta fotbollsspelare som senast spelade för Djurgårdens IF.

## Karriär
Käck började spela fotboll i Djurgårdens IF som femåring. Han spelade för klubbens ungdomslag fram tills 2008 och spelade som högst i U21-allsvenskan. Han lånades 2008 ut till Värtans IK. Käck värvades 2009 till Värmdö IF inför deras debutsäsong i division 2. 2010 blev han klar för Hammarby TFF, som inför säsongen blivit uppflyttade i division 1.
Efter två säsonger i Hammarby TFF skrev Käck i januari 2012 på för division 1-klubben IK Sirius. Under säsongen 2012 och 2013 spelade han 52 matcher samt gjorde åtta mål för Sirius i division 1. Sirius vann division 1 2013 och blev uppflyttade till Superettan 2014. I premiären mot Syrianska FC, som blivit nerflyttade från Allsvenskan, gjorde Käck tre assist i matchen som slutade med en 5–1-vinst för Sirius. Den 4 november 2014 meddelade Djurgårdens IF på sin officiella hemsida att Käck var klar för klubben de nästkommande tre åren och skulle återvända till moderklubben.
Den 8 december 2017 lämnade Elliot Käck Djurgården, efter 67 raka matcher i klubben. Samma dag presenterades han för sin nya klubb IK Start. I januari 2019 återvände Käck till Djurgårdens IF, där han skrev på ett treårskontrakt. Den 30 mars 2021 förlängde han sitt kontrakt i Djurgården fram över säsongen 2023. På grund av stora skadeproblem avslutades spelarkarriären efter säsongen 2023.

## Statistik
| Klubb                                                     | Säsong         | Liga                 | Liga | Liga | Liga | Nationell cup | Nationell cup | Europaspel | Europaspel | Totalt | Totalt |
| Klubb                                                     | Säsong         | Division             | Ma   | Må   | As   | Ma            | Må            | Ma         | Må         | Ma     | Må     |
| --------------------------------------------------------- | -------------- | -------------------- | ---- | ---- | ---- | ------------- | ------------- | ---------- | ---------- | ------ | ------ |
| Värtans IK (lån)                                          | 2008           | Div 3 Norra Svealand | 19   | 1    | 0    | 0             | 0             | -          | -          | 19     | 1      |
| Värtans IK (lån)                                          | Totalt         | Totalt               | 19   | 1    | 0    | 0             | 0             | -          | -          | 19     | 1      |
| Värmdö IF                                                 | 2009           | Div 2 Södra Svealand | 22   | 5    | 0    | 0             | 0             | -          | -          | 22     | 5      |
| Värmdö IF                                                 | Totalt         | Totalt               | 22   | 5    | 0    | 0             | 0             | -          | -          | 22     | 5      |
| Hammarby TFF                                              | 2010           | Division 1 Norra     | 25   | 0    | 0    | 1             | 0             | -          | -          | 25     | 0      |
| Hammarby TFF                                              | 2011           | Division 1 Norra     | 24   | 6    | 0    | 0             | 0             | -          | -          | 25     | 6      |
| Hammarby TFF                                              | Totalt         | Totalt               | 49   | 6    | 0    | 1             | 0             | -          | -          | 50     | 6      |
| IK Sirius                                                 | 2012           | Division 1 Norra     | 26   | 4    | 0    | 1             | 0             | -          | -          | 27     | 4      |
| IK Sirius                                                 | 2013           | Division 1 Norra     | 25   | 4    | 3    | 5             | 2             | -          | -          | 30     | 6      |
| IK Sirius                                                 | 2014           | Superettan           | 18   | 0    | 6    | 5             | 0             | -          | -          | 23     | 0      |
| IK Sirius                                                 | Totalt         | Totalt               | 69   | 8    | 9    | 11            | 2             | -          | -          | 80     | 10     |
| Djurgårdens IF                                            | 2015           | Allsvenskan          | 19   | 0    | 1    | 2             | 0             | -          | -          | 21     | 0      |
| Djurgårdens IF                                            | 2016           | Allsvenskan          | 30   | 1    | 6    | 4             | 0             | -          | -          | 34     | 0      |
| Djurgårdens IF                                            | 2017           | Allsvenskan          | 30   | 0    | 3    | 4             | 0             | -          | -          | 34     | 1      |
| Djurgårdens IF                                            | Totalt         | Totalt               | 79   | 1    | 10   | 10            | 0             | -          | -          | 89     | 1      |
| IK Start                                                  | 2018           | Elitserien           | 28   | 2    | 2    | 4             | 1             | -          | -          | 32     | 3      |
| IK Start                                                  | Totalt         | Totalt               | 28   | 2    | 2    | 4             | 1             | -          | -          | 32     | 3      |
| Djurgårdens IF                                            | 2019           | Allsvenskan          | 27   | 0    | 7    | 6             | 0             | -          | -          | 33     | 0      |
| Djurgårdens IF                                            | 2020           | Allsvenskan          | 25   | 0    | 4    | 3             | 1             | 2          | 0          | 30     | 1      |
| Djurgårdens IF                                            | 2021           | Allsvenskan          | 28   | 0    | 3    | 4             | 0             | -          | -          | 32     | 0      |
| Djurgårdens IF                                            | 2022           | Allsvenskan          | 2    | 0    | 0    | 1             | 0             | 0          | 0          | 3      | 0      |
| Djurgårdens IF                                            | 2023           | Allsvenskan          | 0    | 0    | 0    | 0             | 0             | 0          | 0          | 0      | 0      |
| Djurgårdens IF                                            | Totalt         | Totalt               | 82   | 0    | 14   | 14            | 1             | 2          | 0          | 98     | 1      |
| Hela karriären                                            | Hela karriären | Hela karriären       | 348  | 23   | 35   | 40            | 4             | 2          | 0          | 390    | 27     |
| Antal matcher och mål är korrekt per den 30 december 2023 |                |                      |      |      |      |               |               |            |            |        |        |